# Drapetis palpata
Drapetis palpata är en tvåvingeart som beskrevs av Meijere 1911. Drapetis palpata ingår i släktet Drapetis och familjen puckeldansflugor. Inga underarter finns listade i Catalogue of Life.